# Synchronicité
Pour un article plus général, voir Psychologie analytique.
Dans la psychologie analytique développée notamment par le psychiatre suisse Carl Gustav Jung, la synchronicité est l'occurrence simultanée dans l'esprit d'un individu d'au moins deux événements mentaux qui ne présentent pas de lien de causalité physique, mais dont l'association prend un sens pour la personne qui les perçoit. Cette notion s'articule avec d'autres notions de la psychologie jungienne, comme celles d'archétype et d'inconscient collectif. 
La théorie de la synchronicité de Jung est aujourd'hui considérée comme pseudo-scientifique, du fait qu'elle ne s'appuie pas sur des preuves expérimentales. Les critiques apportent des explications issues des connaissances générales de la théorie des probabilités et de la psychologie humaine.

## Conception jungienne

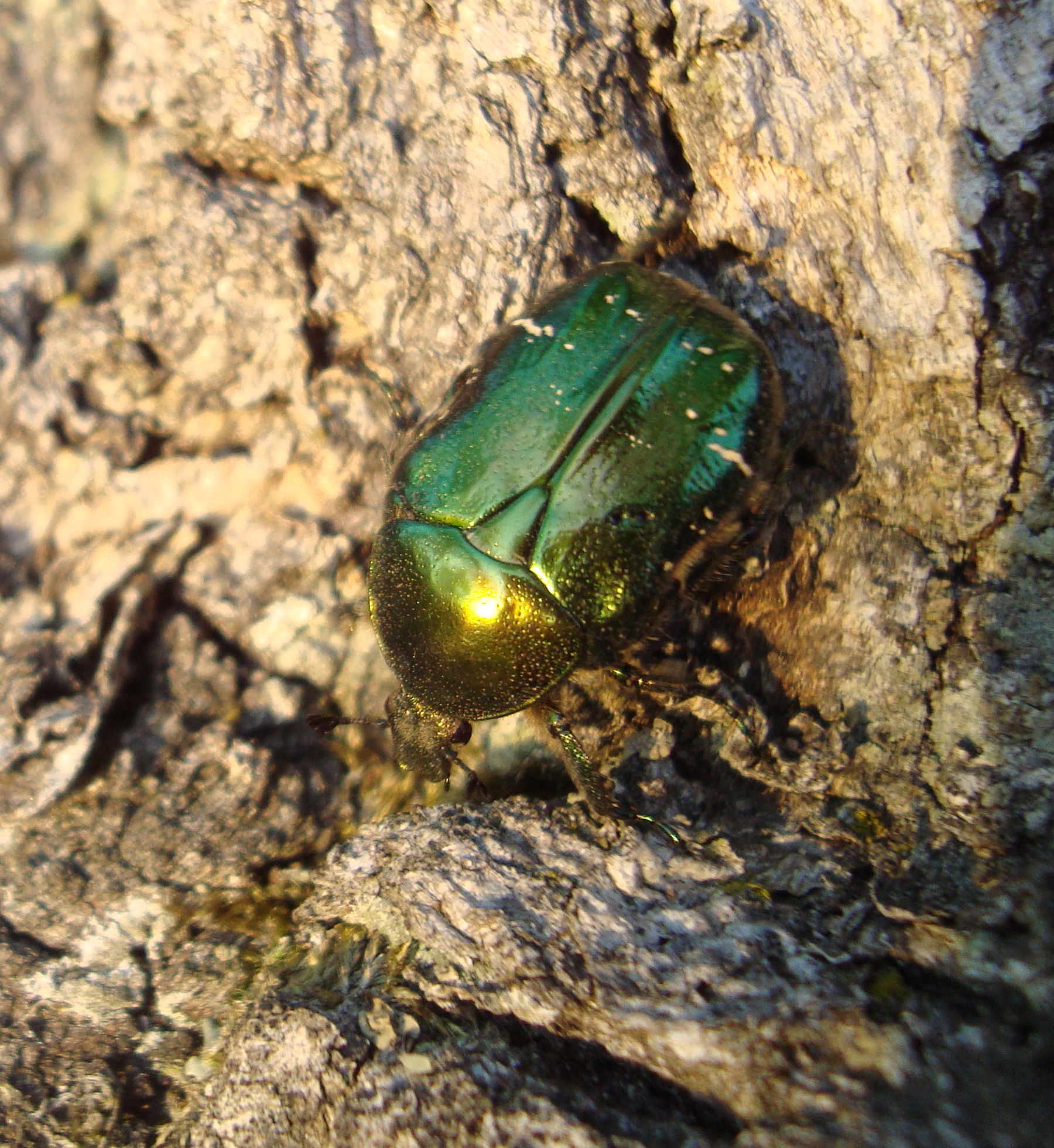
« Le voilà, votre scarabée », dit Jung à sa patiente en lui tendant un insecte apparu alors qu'elle racontait son rêve d'un scarabée d'or.

Selon la conception jungienne, la notion de synchronicité est à resituer dans le contexte d'un inconscient collectif constitué d'archétypes. Jung s'intéressait aux « thèmes » ou motifs archétypiques qui s'activaient chez ses patients. Il observait que s'organisent dans la vie des personnes des événements autour d'un thème — générant de forts affects, conflits, souffrances de tout genre — de manière que la personne se sente « prise » dedans. Avec ce regard attentif à la dimension archétypique de toute vie, Jung dit avoir constaté l'occurrence de certaines « symétries ou correspondances » entre ce que vit et éprouve un individu avec des événements de la réalité concrète. Plus précisément, les synchronicités renvoient dès lors pour Jung et ceux qui ont prolongé sa pensée à des coïncidences qui frappent l'individu comme profondément porteuses de sens.
Ce qui est commun entre l'éprouvé personnel et l'événement externe — et en apparence sans rapport — renvoie selon cette conception au « thème » ou motif archétypique qui se manifeste de cette manière. Jung considère qu'« il est parfaitement possible que l'inconscient ou un archétype prenne possession complète d'un homme et détermine son destin jusqu'au moindre détail. Simultanément, des phénomènes parallèles non psychiques peuvent avoir lieu et ceux-ci représentent également l'archétype. Il est avéré que l'archétype se fait réalité non seulement psychiquement chez l'individu, mais objectivement à l'extérieur de celui-ci ».
Sur le plan de l'expérience, la rencontre avec un événement synchronistique a un tel degré de signifiance pour la personne, mais surtout apparaît d'une manière si troublante pour le sens commun (malgré le sens qu'il revêt, ou à cause du sens qu'il revêt, pourrait-on tout autant dire), que la personne s'en trouve transformée. L'exemple paradigmatique que Jung utilise pour aborder le concept est celui d'une patiente très éduquée, au « rationalisme cartésien » si développé, ayant une vision du monde qui était si « géométrique », que son médecin, Jung, en était arrivé à considérer comme impossible de la faire progresser vers une « compréhension un peu plus humaine » du monde .
C'est l'intervention d'un simple scarabée, juste après que la patiente eut évoqué un rêve dans lequel un scarabée apparaissait qui « perfora son rationalisme et brisa la glace de sa résistance intellectuelle ». (Voir infra pour les implications en termes d'archétypes.)
Selon l'explication théorique donnée par Jung, les synchronicités remplissent un tel rôle. Elles posent un défi à la notion de causalité telle qu'on l'entend habituellement et à l'idée du monde et de la place du sujet dans celui-ci (dans l'Occident moderne à tout le moins).

## Définitions de Jung
Le mot « synchronicité » vient des racines grecques syn (« avec », qui marque l'idée de réunion) et khronos (« temps ») : réunion dans le temps, simultanéité.
Jung la définit de plusieurs façons :

« Les événements synchronistiques reposent sur la simultanéité des deux états psychiques différents. »

« J'emploie donc ici le concept général de synchronicité dans le sens particulier de coïncidence temporelle de deux ou plusieurs événements sans lien causal entre eux et possédant un sens identique ou analogue. […] La synchronicité signifie donc d'abord la simultanéité d'un certain état psychique avec un ou plusieurs événements parallèles signifiants par rapport à l’état subjectif du moment, et — éventuellement — vice-versa. »

« J’entends par synchronicité les coïncidences, qui ne sont pas rares, d’états de fait subjectifs et objectifs qui ne peuvent être expliquées de façon causale, tout au moins à l’aide de nos moyens actuels »

## Analyses du concept jungien
Pour Michel Cazenave, l’un des principaux éditeurs des travaux de Jung en France, la synchronicité est un concept épistémologique « limite », celui où « Jung est, de prime abord, le plus facilement suspect de mysticisme, quand on ne parle pas franchement de magie. ». D'autre part Ysé Tardan-Masquelier, dirigeante de la Fédération française de yoga et auteur de Jung et la question du sacré, reproche au psychiatre suisse son imprécision en ayant volontairement quitté avec ce concept le terrain du pragmatisme et de la psychologie clinique ; Jung, en effet, « n’a pas assez formalisé sa théorie, la laissant à l’état d’hypothèse flottante », explique-t-elle.
Marie-Laure Grivet, dans les Cahiers jungiens de psychanalyse, qualifie ce concept de croyance métaphysique.
Selon Alain Nègre, « Cette hypothèse de synchronicité, Jung l'a formulée avec une prudence extrême. Basée sur son expérience clinique, elle n'est pas une théorie métaphysique et, en nous la proposant, Jung n'a fait que nous donner à penser ».

## Lien aux archétypes selon Jung
L'événement repose « sur des fondements archétypiques ». L'archétype est un complexe psychique autonome siégeant dans l'inconscient des civilisations, à la base de toute représentation de l'homme sur son univers, tant intérieur qu'extérieur. Les archétypes sont « les fondements de la part collective d'une conception ». L'archétype se démarque par une intense charge émotionnelle et instinctuelle dont la rencontre teinte la vie de l'homme qui y est confronté de manière existentielle. La notion de synchronicité fait couple avec celle d'archétype, qui dans les limites de la psychologie analytique, explique son processus :

« Une synchronicité apparaît lorsque notre psychisme se focalise sur une image archétypale dans l'univers extérieur, lequel comme un miroir nous renvoie une sorte de reflet de nos soucis sous la forme d'un événement marqué de symboles afin que nous puissions les utiliser. Nous nous trouvons face à un « hasard » signifiant et créateur. »

Dans l'exemple que Jung donne, relatif à sa séance avec une patiente, qu'il nomme le rêve du scarabée d'or, la synchronicité associant le rêve, son évocation et la présence du coléoptère révèle pour Jung l'archétype. L'archétype excité était, selon Jung, en lien avec le thème de la renaissance, le scarabée signifiant le renaître de l'âme dans nombre de civilisations, dont l'Égypte des Pharaons, à travers le dieu Kephrî.
Pour lui, l'événement semble s'inscrire dans un monde un, signifiant. Voir plus bas : l'hypothèse d'un Tout.
Jung interprète ce phénomène aussi bien comme une coïncidence signifiante (la patiente parle de scarabée, un scarabée paraît) que comme un cas de rêve prémonitoire (la patiente a rêvé la veille à un scarabée doré, ce jour un scarabée paraît).
La synchronicité présente trois cas :
1. la coïncidence signifiante pour au moins un observateur. Exemple : au début de leur rencontre, le 25 mars 1909, Freud et Jung se retrouvent seuls pour évoquer l'intérêt des phénomènes parapsychologiques en psychanalyse. Freud n'y voit guère de matériau à exploiter, distant quant à cet intérêt de Jung. Des craquements se produisent alors dans la bibliothèque de Jung, qui, peu surpris, annonça à Freud qu'il s'en produirait de nouveau. Peu de temps après, un nouveau craquement se fait entendre ; Selon Jung, « Il est certain que cette aventure éveilla sa méfiance à mon égard ; j’eus le sentiment que je lui avais fait un affront. Nous n’en avons jamais plus parlé ensemble. »[réf. souhaitée]
2. la télépathie, la télesthésie, la clairvoyance
3. la divination, la prédiction, la précognition, le rêve prémonitoire.

## Méthode d'approche de la synchronicité
On ne peut expérimenter le champ de la synchronicité par des méthodes classiques.
Marie-Louise von Franz a mis le doigt sur une difficulté : « Il existe des chaînes de causalité qui nous semblent n'avoir aucun sens (comme les machines de Tinguely), et il existe aussi des coïncidences aléatoires qui n'ont aucun sens. Il faut donc se garder — Jung y a insisté — de voir des coïncidences significatives là où il n'y en a pas réellement. »
Dans ses écrits, Jung montre que la statistique ne fonctionne pas dans ce domaine, car elle semble truquée par la synchronicité qui intègre la subjectivité et le sens donné à l'événement par celui qui constate la coïncidence, alors que la statistique (mais non les méthodes bayésiennes) raisonne sur des séries étendues et sans qualité. La notion de synchronicité ne s'entendrait donc qu'en psychologie, car elle comporte une estimation qualitative difficile à quantifier.
Jung a néanmoins tenté, avant de mourir, de mettre au point une méthode expérimentale pour cerner la synchronicité. Il voulait assembler un groupe d'élèves qui devaient trouver des individus dans une situation critique du point de vue personnel (après un accident, un divorce ou la mort d'un proche), et dans laquelle un archétype est suspecté activé. Les élèves auraient ensuite fait passer à ces personnes une série de moyens traditionnels de divination (horoscope de transit, Yì Jīng, Tarot, calendrier mexicain, oracle géomantique, rêves, etc.) et auraient alors recherché si les résultats de ces techniques convergeaient ou non.
Étant lié à l'arrière-plan inconscient, le phénomène synchronistique est, de ce fait, objectif, car il ne s'agit pas d'abstractions ou d'a priori religieux. Le phénomène est mesurable (il a une intensité dans l'observation) dans une certaine mesure.

On reprocha ainsi à Jung et à ses continuateurs de mélanger les plans épistémologiques, et de réaliser ainsi un syncrétisme douteux.

## Démarches interprétatives de Jung - autres auteurs
Jung cite trois auteurs qui ont également été intéressés par des coïncidences signifiantes: le philosophe Arthur Schopenhauer, le zoologiste Paul Kammerer, et le parapsychologue Rhine.
Jung tentera de comprendre ce phénomène en dialoguant avec, notamment, Wolfgang Pauli, un physicien aux prises avec des paradoxes semblables à l'échelle subatomique, ainsi qu'en étudiant de nombreuses pratiques traditionnelles violant également le principe de causalité.
Schopenhauer, dans son traité L’intentionnalité apparente dans le destin de l’individu, inclus dans Parerga und Paralipoména (1850), évoque : une « simultanéité sans lien causal, que l'on nomme hasard ». La Volonté serait la première cause d'où irradient toutes les chaînes causales, comme « simultanéité significative », expression que reprend Jung.
Paul Kammerer, un zoologiste autrichien, fut le premier scientifique moderne (avant Jung) à considérer les coïncidences sous un angle non mécaniste, celui de la « répétition de cas », d'une loi de sérialité, à côté de la causalité et de la finalité. Dès 1900, et pendant plusieurs années, il note des observations de coïncidences. Il décrit l'univers comme un « monde mosaïque, qui, malgré de constants mouvements et réarrangements, vise à réunir les choses semblables ». Il a découvert (ou inventé) la fameuse "loi des séries", qui donne le titre de son livre : Das Gesetz der Serie (1919). « Il existe dans l'univers, dit Kammerer, un principe fondamental, une force qui tend vers l'unité. Cette force universelle agit sélectivement pour grouper les semblables dans l'espace et le temps. » Par exemple, en 1915, deux soldats furent admis séparément à l'hôpital militaire de Katowitz, en Bohême (paramètre 1). Tous deux avaient 19 ans (2), souffraient de pneumonie (3), étaient nés en Silésie (4), étaient volontaires dans le train des équipages (5) et s'appelaient Franz Richter (6).
Le concept de synchronicité apparaît pour la première fois le 18 novembre 1928 dans le compte rendu du séminaire sur l'analyse des rêves. En 1934, un de ses patients avait vu dans un rêve un aigle qui mangeait ses propres plumes ; or, quelque temps après, Jung, au British Museum, découvrit un manuscrit alchimique attribué à Ripley, qui représentait un aigle mangeant ses propres plumes. Le mot apparaît dans une lettre au physicien Pascual Jordan, le 10 novembre 1934.
Jung approfondit les travaux de Kammerer, avec l'aide du physicien Wolfgang Ernst Pauli, un des fondateurs de la mécanique quantique entre 1923 et 1929, prix Nobel de physique 1945. Pauli a suivi de 1931 à 1934, une cure analytique avec l'un des élèves de Jung. Dès 1932, il voyait Jung tous les lundis pour discuter de ses rêves, étudiés par Jung dans Psychologie et Alchimie.

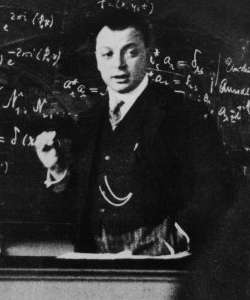
Wolfgang Ernst Pauli

Joseph Banks Rhine, le fondateur de la parapsychologie, avait posé la notion de perception extra-sensorielle (E.S.P. : extra-sensory perception), sur bases statistiques. En 1940, il envoya une copie de son livre Extra-Sensory Perception (1934) à Carl Jung et commença une correspondance régulière avec lui.
En 1948, il écrivit une préface à l'édition anglaise du Yì Jīng (Le Canon des Mutations). Il connaissait ce livre par son ami Richard Wilhem depuis 1920 et pratiquait lui-même « cette technique oraculaire » fondée sur l'interprétation de 64 hexagrammes.

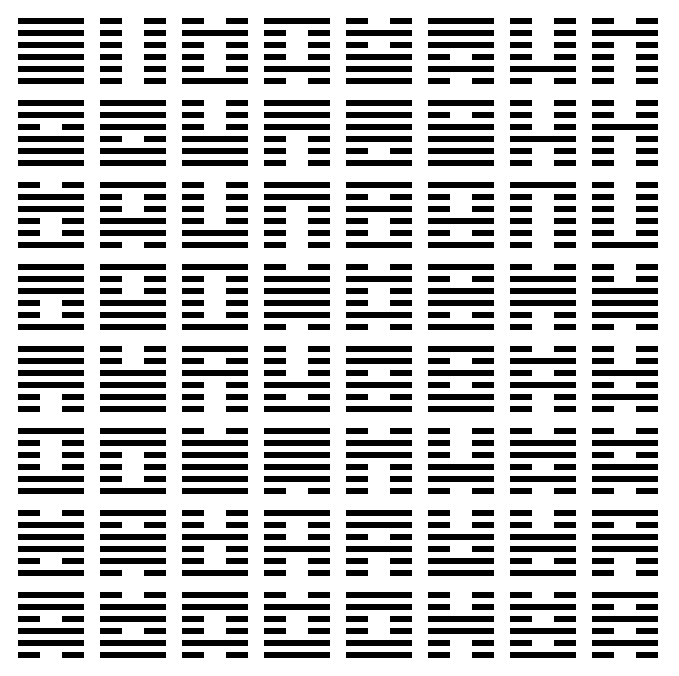
Le Yì Jīng se fonderait sur la synchronicité

En 1950, il choisit quatre femmes astrologues, dont sa fille, Gret Baumann-Jung, pour examiner les synchronicités entre état du ciel et événement, plus précisément entre les conjonctions Soleil/Lune ou Mars/Vénus et les mariages.
Jung tient une conférence sur la synchronicité en 1950, à Ascona : De la synchronicité. Il consacre un ouvrage entier à la notion : La Synchronicité, principe de relations acausales (1952), paru dans son livre Naturerklärung und Psyche (1952), avec une étude de Pauli sur Kepler. Cette étude est traduite en français dans Synchronicité et Paracelsica (1988).
L'essayiste Arthur Koestler utilise le terme à plusieurs reprises, dans trois de ses livres : Les Racines du hasard, L'Étreinte du crapaud et Les Somnambules. Il y évoque les travaux de Paul Kammerer et de Jung et conduit lui-même quelques expériences. Koestler établit un lien entre ces phénomènes et le changement de perspective induit par certaines avancées théoriques de la physique quantique.

## Domaines de la synchronicité

### Synchronicité et psychologie de l'inconscient
Le phénomène synchronistique établit une corrélation qualitative (symbolique le plus souvent) d'un fait psychique et d'un fait matériel. Il s'agit donc, dans le cadre psychologique d'une perception simultanée qualitative.
C'est à partir de l'observation de certains événements que Jung s'interroge quant aux phénomènes de coïncidence a-causales. Dans Ma Vie:

« Une fréquentation de la psychologie des phénomènes inconscients m’a forcé, depuis un grand nombre d'années déjà, à me mettre à la recherche d'un autre principe d'explication, puisque le principe de causalité me paraissait insuffisant pour éclairer certains phénomènes remarquables de la psychologie inconsciente. Je découvris en effet l'existence de phénomènes psychologiques parallèles entre lesquels il n'est absolument pas possible d'établir une relation causale mais qui doivent être dans un autre ordre de connexions. Une telle connexion me parut consister essentiellement dans la simultanéité relative, d'où le nom de 'synchronicité'. On dirait, en effet, que le temps n'est rien moins qu'une abstraction, mais bien plutôt un continuum concret renfermant des qualités ou des conditions fondamentales qui peuvent se manifester dans une autre relative simultanéité en différents endroits, selon un parallélisme dénué d'explications causales : c'est le cas par exemple de l'apparition simultanée de pensées, de symboles ou d'états psychiques identiques. »

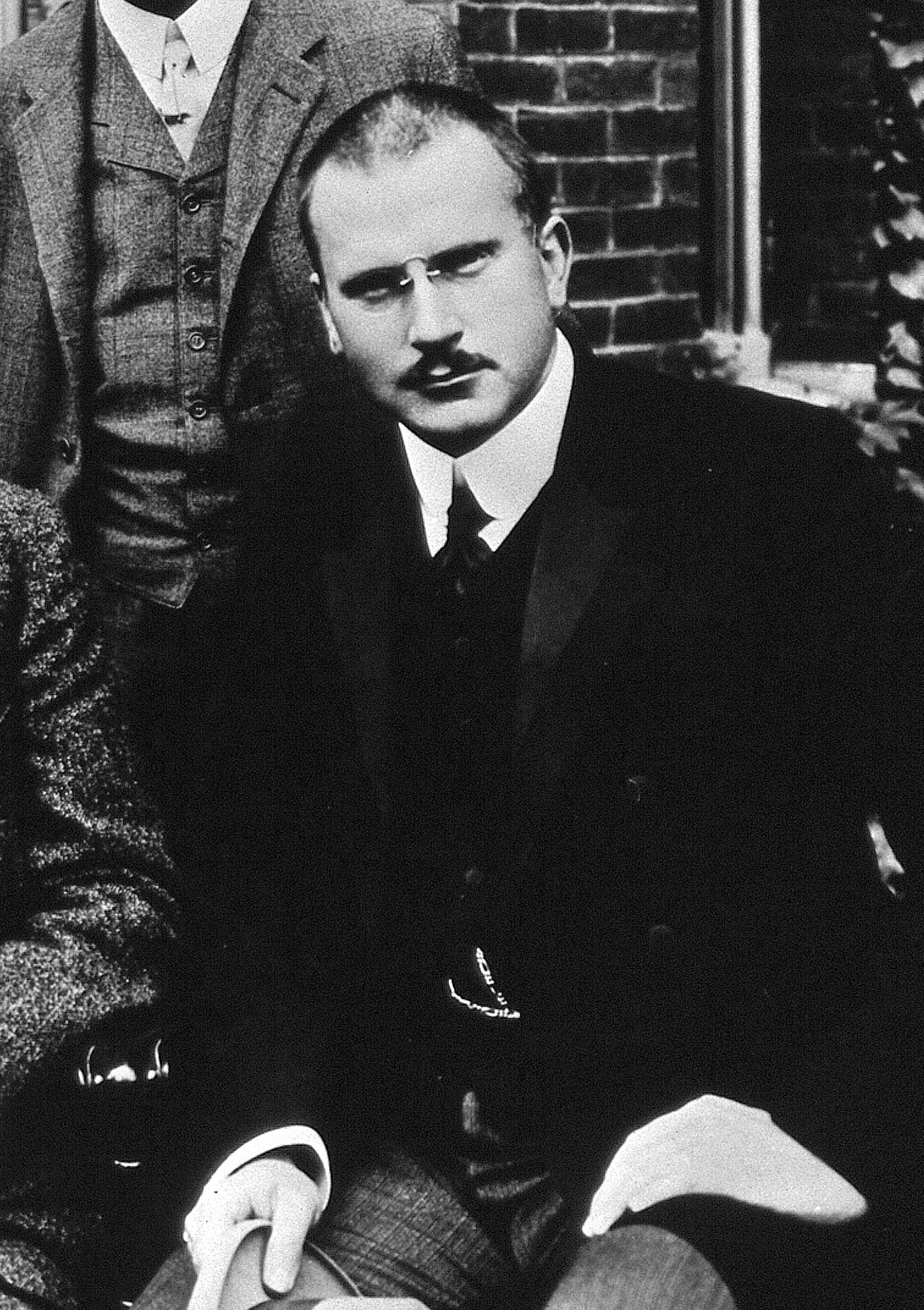
Carl Gustav Jung a créé, développé et théorisé la notion de synchronicité

La notion a une portée épistémologique qui déborde de l'ordre du psychique. Dans Mysterium Conjunctionis, Jung parlera d'une unité des phénomènes implicite dans le principe de synchronicité : « [Le principe de synchronicité], défini comme coïncidence signifiante suggère un rapport entre des phénomènes non reliés par la causalité, voire une unité de ces phénomènes et représente donc un aspect d’unité de l’être que l’on peut à bon droit désigner comme « unus mundus ». C'est dans cette optique que Jung travaillera avec le physicien Wolfgang Pauli.

### Écouter les rêves
Selon les analystes jungiens, les rêves fournissent des images et des scénarios qui sont fondamentaux dans l'investigation de l'inconscient. Accorder de l'attention aux rêves, c'est encourager son mental à prêter attention aux détails de son existence, et cela aide à intégrer les messages inconscients à son vécu conscient, et d'être ainsi plus à l'écoute des coïncidences et des synchronicités. C'est un travail de conscientisation, lié à la notion jungienne d'individuation.
En 1916 Carl Gustav Jung publie Allgemeine Gesichtspunkte zur Psychologie des Traumes (Points de vue généraux de la psychologie du rêve) où il développe sa propre compréhension des rêves qui diffère beaucoup de celle de Freud. Pour lui, les rêves sont aussi une porte ouverte sur l'inconscient, mais il élargit leurs fonctions par rapport à Freud. Selon Jung, une des principales fonctions du rêve est de contribuer à l'équilibre psychique.
Un travail sur ses rêves permettrait donc de favoriser les synchronicités.

### Synchronicité et pratiques divinatoires
Pour Jung, le phénomène de synchronicité explique des pratiques rituelles ou mantiques (divinatoires) ancestrales comme, en premier lieu, l’astrologie et la méthode de consultation du Yi King qui reposent sur ce postulat d’une correspondance entre intérieur et extérieur, entre psyché et matière. Néanmoins il ne s'agit pas, pour Jung, de réelles prédictions ; l'utilisation de la synchronicité en divination prétend simplement prédire la qualité générale des phases temporelles dans lesquelles des événements synchronisistiques peuvent arriver. La synchronicité repose, en effet, sur l'activation dans l'inconscient du sujet d'un archétype qui induit une qualité. La consultation d'une méthode divinatoire permet de faire « s'exprimer », par analogie, cet archétype.
Un exemple de synchronicité, que chacun a pu expérimenter, est de recevoir un appel téléphonique d'une personne à laquelle on était justement en train de penser. Jung intégra cette notion à sa théorie du fonctionnement psychique, au sens où cette occurrence surprenante pour le sujet le faisait aller dans une autre voie de réflexion, permettant à certains de connaître un changement d'état important. On retrouve ce phénomène à l'inverse, c'est-à-dire vers un état de dégradation, quand par exemple deux personnes se fâchent et que l'une d'elles a par la suite un accident grave. Le sujet qui a souhaité du mal à l'autre peut se trouver alors très affecté.

### Les expériences extra-sensorielles
Les expériences parapsychologiques comme la télékinésie ou la télépathie forment pour Jung une classe de phénomènes prouvant la synchronicité. Jung explique à leur sujet : « Ne devrions-nous pas quitter tout à fait les catégories spatio-temporelles quand il s'agit de la psyché ? Peut être devrions-nous définir la psyché comme une intensité sans étendue et non point comme un corps qui se meut dans le temps ». Jung reconnaît en ces phénomènes dits Psy le caractère non statistique, et le fait que la science n'en a aucune explication ; en somme ils forment une exception qui mérite de s'y interroger. Jung ne croit pas en la surnature de ces phénomènes, il les ramène à des capacités psychiques permises par la synchronicité.

### Synchronicité et découvertes scientifiques
Dans Un Mythe moderne (1958), où Jung tente de démontrer que le phénomène des soucoupes volantes est un produit de l'inconscient face à un déracinement spirituel de l'individu, il reconnaît néanmoins la matérialité de certains événements. Il voit donc dans les OVNI une synchronicité à l'échelle mondiale : il n'existe aucune causalité entre le fait de voir des soucoupes volantes, supposées réelles, et le fait que l'inconscient collectif use de ces images de mondes extraterrestres pour alerter l'individu.
Pour Pauli et Jung, les découvertes scientifiques sont souvent dues à des synchronicités ; il n'est en effet pas rare qu'un même fait soit découvert par plusieurs scientifiques à la même période. Arthur Koestler en décrit ainsi un certain nombre dans son ouvrage, à l'origine des plus grandes théories scientifiques, Les somnambules. Darwin explique ainsi, alors sur l'archipel de Galápagos en train de mettre au point la théorie de l'évolution :

« J’en étais presque à la moitié de mon travail, écrit Darwin à propos de sa théorie de l’évolution des nouvelles espèces. Mais mes plans furent bouleversés, car au début de l’été 1858, Mr Wallace, qui se trouvait alors dans l’archipel malais, m’envoya une étude (qui) contenait exactement la même théorie que la mienne. »

### A-causalité

Les quatre lois fondamentales de l'unus mundus, dont la synchronicité. D'après Wolfgang Ernst Pauli

Dans leur ouvrage commun, Synchronicité comme principe de connexions a-causales (1952), Wolfgang Pauli et Jung aboutissent à schématiser les quatre lois fondamentales de l'unus mundus sous une forme quaternaire (voir image ci-contre) ; la synchronicité est selon eux la dimension manquante pour aboutir à une vision totale de l'implication physique-psychique. Sur proposition de Pauli, la figure est bâtie de telle manière que les postulats de la psychologie analytique et ceux de la physique se trouvent satisfaits.

## Recherche
Une étude de 2018 menée par le Dr Gunnar Immo Reefschläger montre que le concept de synchronicité trouve une application clinique dans les psychothérapies sous la forme d'une approche d'interprétation spécifique à Jung. L'idée conceptuelle de la synchronicité offre déjà au thérapeute un outil thérapeutique supplémentaire pour intégrer les coïncidences vécues de manière significative entre lui et le patient dans un récit subjectif, qui peut être vécu par le patient comme significatif. Si un moment de synchronisme est reconnu de manière sensible, thématisé et interprété comme tel, il peut avoir des conséquences positives sur la relation thérapeutique et la thérapie,,.

## L'hypothèse dusavoir absolu: le savoir issu de l'inconscient
Pour Carl Gustav Jung, l'inconscient est une réalité objective : il est collectif et trans-personnel :

« la psychologie n’est pas uniquement un fait personnel. L’inconscient, qui possède ses propres lois et des mécanismes autonomes, exerce sur nous une influence importante, que l’on pourrait comparer à une perturbation cosmique. L’inconscient a le pouvoir de nous transporter ou de nous blesser de la même façon qu’une catastrophe cosmique ou météorologique. »

Carl Gustav Jung envisage l'existence d'un « savoir absolu » constitué par un inconscient collectif formé d'archétypes, et lié notamment à la doctrine platonicienne de la Réminiscence (ou anamnèse). Pour prouver cette notion, Jung prend ainsi l'exemple de comportements innés ou de calculs impossibles comme ceux des rêves prophétiques. Le savoir absolu semble ainsi, selon lui, une propriété qu'a l'inconscient, de prévoir statistiquement l'occurrence de phénomènes réels. Certaines abstractions de la métaphysique ou de la science s'expliquent ainsi par ce savoir absolu ; Pauli a d'ailleurs montré dans son ouvrage que les représentations scientifiques (ou modèles), comme ceux de Kepler, de Kekulé ou d'Einstein, naissent d'images intérieures spontanées. Les expériences parapsychologiques comme la télépathie, ainsi que le montrent les investigations de Zener au moyen de cartes comportant des symboles à deviner, témoignent, pour Jung, de l'existence d'une capacité de calcul illimité de l'inconscient, en situation d'excitation (ce qui explique selon lui l'impossibilité de reproduire les cas).

Les cartes de Zener

Jung donne ainsi, entre maints exemples, celui de l'envoi d'une lettre contenant le récit d'un rêve d'un patient, inculte sur ce sujet, où celui-ci relatait l'intervention onirique de soucoupes volantes, alors que Jung faisait au même moment des recherches sur ce thème. Jung et Pauli considèrent ainsi qu'il existe de nombreux cas similaires au sein de la recherche scientifique : de nombreuses découvertes sont souvent en simultanéité de par le monde. Néanmoins, Jung se défend d'y voir un plan divin, un destin ou un karma.

## Après Jung

### Les trois plans du phénomène synchronistique
Michel Cazenave propose de voir dans la notion de synchronicité trois plans distincts :
1. Un niveau événementiel où c'est l'événement lui-même qui crée un sens pour le sujet car a-causal ;
2. Un niveau ordonnanciel qui renvoie à un ordre supérieur où l'événement est le signe ;
3. Un niveau métaphysique, lié à la réalité physique, à l'ombre de la synchronicité, renvoyant à la notion d'unus mundus (monde un).

### L'hypothèse d'unTout psycho-physique
À la suite de Jung, Marie-Louise Von Franz postule l'existence d'un univers virtuel à la fois psychique et matériel nommé unus mundus (en latin : le Monde-Un) : « [Le principe de synchronicité] que j’ai défini comme coïncidence signifiante [écrit Jung dans Mysterium Conjunctionis] suggère un rapport entre des phénomènes non reliés par la causalité, voire une unité de ces phénomènes et représente donc un aspect d’unité de l’être que l’on peut à bon droit désigner comme « unus mundus ».
Selon elle, « le physicien et le psychologue observeraient en fait un même monde par deux canaux différents ».Von Franz se fonde sur ce point sur les découvertes récentes de la science, qui tend à montrer de plus en plus la relativité de la dimension spatio-temporelle.
Pour expliquer cette hypothèse, Von Franz propose de ne plus considérer la psyché comme un corps qui se meut dans le temps mais comme une « intensité sans étendue », renvoyant à l'énergie, tant psychique (démontrée par Jung pour qui la libido est énergétique) que physique (les quanta notamment). Les phénomènes assez fréquents dits de télépathie prouvent, par leur existence en tant que phénomène, non par reproduction scientifique que l’espace et le temps n’ont pour la psyché qu’une valeur relative. Jung se fonde ainsi sur les expériences de Rhine qui, statistiquement, attestent une certaine fréquence de reproduction de la clairvoyance.
L'hypothèse de l'unus mundus est donc celle d'une unité de l'énergie psychique et de l'énergie physique, via un corps intermédiaire, au sens d'univers ou de champ d'une autre réalité que celle du physique ou du psychique, que Jung nomme psychoïde ; domaine de transgression du clivage traditionnel :

« Comme psyché et matière sont contenues dans un seul et même monde, qu’elles sont en outre en contact continuel l’une avec l’autre …, il n’est pas seulement possible, mais, dans une certaine mesure vraisemblable, que matière et psyché soient deux aspects différents d’une seule et même chose. Les phénomènes de synchronicité indiquent, me semble-t-il, une telle direction, puisque, sans lien causal, le non-psychique peut se comporter comme le psychique, et vice versa »

Von Franz cite ainsi des théories et conjectures scientifiques modernes pointant cette possibilité : celle de David Bohm d'une part, et son modèle du holomouvement, exposé dans La plénitude de l'univers (en) et dans Science et conscience, chapitre Ordre involué-évolué de l'univers et de la conscience. Von Franz considère que ce monde intermédiaire se fonde sur la série des nombres naturels, considérés comme des « configurations rythmiques de l'énergie psychique ».
Von Franz cite ainsi les dernières recherches du mathématicien Olivier Costa de Beauregard qui, en 1963, prenant comme point de départ les théories de l'information, postule l'existence d'un infrapsychisme coextensif avec le monde quadridimensionnel d'Einstein-Minkowski, dans son ouvrage Le Second principe de la science du temps. Von Franz, comme Hubert Reeves, prend ainsi comme exemple le paradoxe EPR (pour Einstein-Podolski-Rosen) dans lequel deux particules se comportent de manière coordonnée entre elles mais aléatoire par rapport aux conditions initiales, alors que leurs positions leur interdisent de s'échanger des signaux (ou alors supraluminiques voire rétrochrones, selon les variantes de l'expérience). De même, dans la loi de la désintégration radioactive, où chaque atome se comporte de manière aléatoire, mais leur ensemble se comporte de manière prévisible.
Hubert Reeves dans sa contribution à l'ouvrage collectif La synchronicité, l’âme et la science résume ainsi l'ambition de la notion jungienne de synchronicité, tout en en remarquant l'imprécision, que la science future devrait soulever :

« Ces événements, selon Jung, ne sont pas isolés mais appartiennent à « un facteur universel existant de toute éternité » […] Le facteur psychique que Jung associe aux événements dits « synchronistiques » n’est pas surajouté à une nature impersonnelle. Il est significatif de la très grande unité, sur tous les plans, de notre univers. Ces spéculations sont-elles futiles et creuses ? Je ne le crois pas. Il s’agit plutôt d’intuitions exprimées par des balbutiements maladroits. Les mots mêmes nous font défaut. »

### Des expériences d'a-causalité
Les continuateurs de Jung, en dépit d'une formation de psychologue, vont voir dans de célèbres expériences limites de la physique moderne des preuves de l'opérabilité de la synchronicité. Ces expériences, dont les quatre premières sont citées par Hubert Reeves, sont également sujettes à polémiques en science ; elles sont par ailleurs « récupérées » à des fins d'irréfutabilité par des sectes ou des courants de pensée illuminés.[évasif]

#### 1. La désintégration des atomes
Le fait que certains atomes se désintègrent spontanément (ou radioactivité) est perçu comme une preuve de synchronicité. Hubert Reeves explique ainsi la nature a-causale de ce phénomène :

« Jusqu'ici nous sommes en pleine causalité. Une cause : la charge excessive, un effet : la cassure [de l'atome]. Mais si nous demandons pourquoi tel atome se casse en premier et tel atome ensuite, il semble bien que nous plongions dans l'acausalité. La très grande majorité des physiciens s'accordent aujourd'hui pour dire qu'il n'y a là aucune raison de quelque nature qu'elle soit […] Nous savons pourquoi les atomes éclatent, mais pas pourquoi ils éclatent à un instant donné. »

#### 2. Leparadoxe Einstein-Podolsky-Rosen
Le paradoxe EPR où deux particules restent coordonnées entre elles malgré la distance les séparant, mais surtout l'expérience d'Aspect qui le confirme expérimentalement, se traduit par un réexamen d'hypothèses : renoncement à la localité ou à la causalité, univers ou consciences multiples, etc. Un colloque est organisé à Cordoue en 1979 pour faire le point entre physiciens, psychologues et philosophes. Hubert Reeves pense ainsi que cette expérience montre l'existence d'un plan d'informations consistant en « une présence continuelle de toutes les particules dans tout le système, qui ne s'interrompt pas une fois qu'elle a été établie. […] Ce paradoxe trouve sa solution quand on reconnaît que la notion de localisation des propriétés n'est pas applicable à l'échelle atomique ».
Olivier Costa de Beauregard, physicien intéressé par les phénomènes dits parapsychologiques[réf. nécessaire], travaillant notamment sur le paradoxe EPR va ainsi proposer[Quand ?] une vision à rebours des modèles scientifiques déterminants[réf. nécessaire] ; Von Franz y verra une tentative scientifique, parallèle à celle de la psychologie analytique. Costa de Beauregard constate qu'il n'existe que « quatre portes de sortie » pour expliquer le paradoxe EPR ; il cite ainsi :
« 
1. La première, est que l'on calcule parce que cela marche, mais on ne réfléchit pas. C'est la position de la grande majorité des physiciens quantiques opérationnels (voir École de Copenhague (physique)) ;
2. La deuxième est que la mécanique quantique se trompe, et que la corrélation EPR disparaîtrait aux grandes distances : C'était la position de Schrodinger en 1935 ;
3. La troisième est que la relativité se trompe, Telle est l'idée caressée par d'Espagnat et Schimony ;
4. La quatrième porte de sortie est celle que je propose. Il faut changer notre conception de la causalité et accepter le principe d'une causalité rétrograde. »

Cette énumération ne contient pas l'hypothèse des univers multiples, que la theorie M remet en selle en 1995, et qui selon David Deutsch est la plus économe pour expliquer le phénomène.

#### 3. La lueur fossile
« Les atomes qui, il y a quinze milliards d'années, ont émis ce rayonnement étaient tous à la même température. (Pourtant), ces atomes n'avaient pas et n'avaient jamais eu de relations causales. »

#### 4. Le pendule de Foucault
« Si je lance le pendule dans la direction d'une galaxie lointaine bien déterminée, il gardera, par la suite, cette orientation. Plus précisément, si une galaxie lointaine se trouve au départ dans le plan d'oscillation, elle y restera. Tout se passe comme si le pendule en mouvement choisissait d'ignorer la présence, près de lui, de notre planète, pour orienter sa course sur les galaxies lointaines. Quelle est la force mystérieuse qui véhicule cette influence ? Le physicien et épistémologue Ernst Mach a proposé d'y voir une sorte d'action du 'global'de l'univers sur le 'local'du pendule ».[réf. souhaitée]

#### 5. La relationcorps-esprit
Michel Cazenave a été le premier à lancer l'idée que la synchronicité serait à l'origine de la somatisation, et plus généralement de la symbiose corps-esprit, visible lors de certains états maladifs ou pathologiques. Le docteur Bernard Long y voit ainsi la loi de l'homéopathie.

### Développements ultérieurs
La notion jungienne va ensuite intéresser le développement personnel comme une certaine littérature du paranormal, disciplines qui ne vont en retenir que la coïncidence signifiante et non l'origine psychique étudiée par Jung et ses successeurs.

#### Favoriser la synchronicité
[source insuffisante]
Des psychothérapies récentes d'inspiration en partie jungienne utilisent la notion de synchronicité dans le domaine du développement personnel : l'apparition de synchronicités peut ainsi être favorisée par l'intuition et par les rêves. Néanmoins, jamais C. G. Jung n'a exposé ces considérations thérapeutiques ; la notion a toujours été chez lui une hypothèse de transgression des mondes physiques et psychiques, à la suite de l'activation d'un archétype, entraînant une simultanéité temporelle et qualitative (analogie) d'une situation mentale avec une situation réelle. Le courant de la psychologie transpersonnelle, né dans les années 1970 en Californie, proche des préoccupations du courant New Age originel, est ainsi marqué par l'influence importante de Jung et attache une grande importance à la synchronicité.
Dans le même esprit, la répétition de synchronicités à des dates similaires peut être perçue comme des indices d'événements traumatiques ayant eu lieu aux générations précédentes, et qui ne sont toujours pas intégrés par la famille en question. Nicolas Abraham et son épouse Mária Török, ont notamment développé les notions de "crypte" et de "fantôme" dans les inconscients familiaux pour décrire ces phénomènes et cet héritage. Ainsi, les dates auxquelles ont lieu ces synchronicités permettent, dans un cadre thérapeutique, de retrouver des événements traumatiques pour libérer les individus héritiers de leur poids inconscient. C'est le syndrome d'anniversaire. Ce type de travail a été popularisé par le livre d'Anne Ancelin Schützenberger intitulé Aïe, mes aïeux. Elle a été l'initiatrice de la  psychogénéalogie.

#### Favoriser l'intuition
L'intuition nous permettrait de nous diriger vers des événements chargés de sens d'après la théorie de la psychologie transpersonnelle qui fusionne divers courants dont la perspective jungienne de la synchronicité. Sous la gouverne du mental, le meilleur chemin vers lequel un être tend est le chemin le plus court, le plus efficace, le moins risqué pour cet être, bref le plus logique. Sous la gouverne de l'intuition, le meilleur chemin vers lequel un être tend est le chemin le plus chargé de sens. En suivant son intuition, l'être marche vers la synchronicité. L'intuition peut alors être utilisée de deux façons :
- à partir d'une intention. Il faut alors formuler une intention, lâcher prise et écouter son intuition : Le suivi de l'intuition pourrait être soit une étape subséquente à une autre, soit celle de la formulation d'une intention, d'un souhait. Dans bien des cas, cette première étape est souvent inconsciente. Voici un exemple, recensé dans le livre d'Erik Pigani qui illustre ces hypothèses :

« Lise, auteur de chansons, raconte une expérience particulièrement significative. Alors qu’elle était encore étudiante, elle décide d’investir toutes ses économies pour ouvrir un bar à chansons à Québec. Pour l’inauguration, elle aimerait faire venir des journalistes, mais tous lui répondent qu’elle doit créer un événement en faisant parrainer son bar par une personnalité. Le chanteur Félix Leclerc, par exemple. [Ici, elle formule une intention : contacter Félix Leclerc] Alors, elle cherche à contacter celui-ci, en vain. « C’était terrible. J’avais vraiment besoin de sa présence pour l’ouverture, raconte Lise. Sans lui, pas de presse. Mais je ne me suis pas découragée, j’ai eu confiance en la vie, sachant qu’elle apporte souvent des réponses à nos besoins fondamentaux. [Ici, elle lâche prise et s'ouvre] Le soir même, la jeune femme éprouve l’envie de faire un tour en voiture, poursuit Erik Pigani. Pourtant, c’est l’hiver, il fait nuit et froid. Elle roule donc. [Ici, elle suit son intuition]Tout à coup, devant elle une voiture fait une embardée et se fiche dans un banc de neige. Lise s’arrête, le conducteur sort de son véhicule… » et qui croyez-vous se trouvait devant elle ? Pour ceux qui ne l’auraient pas deviné, il s’agissait de Félix Leclerc, bien sûr. « Quinze jours plus tard, relate le journaliste, le chanteur faisait l’ouverture du bar de Lise. » Il y a plusieurs exemples comme celui-là » ;
- à partir d'une question : il faut alors poser une question, lâcher prise et écouter son intuition. On peut utiliser le principe de synchronicité également pour obtenir un conseil ou une aide éclairante en posant la question claire et honnête avec l'intention de connaître la réponse, en lâchant prise et en s'ouvrant à son environnement : en écoutant son intuition

### Domaines du littéraire et du paranormal
La synchronicité suscite un certain intérêt dans le courant qui aborde souvent le thème des pouvoirs « psi » : télépathie, les prémonitions, la médiumnité et le spiritisme.
Le best-seller de James Redfield La Prophétie des Andes et ses nombreuses suites est basé entièrement sur l'hypothèse que les synchronicités et les coïncidences ouvrent de nouvelles voies spirituelles et représentent un éclairage de la destinée. Il en va de même pour le roman L'Alchimiste, de Paulo Coelho. L'observation des synchronicités est une pratique qui est devenue commune ces dernières années à un certain nombre de personnes qui sont sur un chemin ou une voie spirituelle de conscientisation et mettent l'accent sur l'attention dans la vie quotidienne.
En 2007, Louise Tremblay, conférencière québécoise, publie un CD intitulé « La Sagesse du pic-bois » dans laquelle elle présente une interprétation facile à comprendre du phénomène de synchronicité dans la vie de tous les jours et ceci en dehors de tout principe religieux.

### Domaines de l'art
En 1983, le groupe de rock The Police a sorti un album intitulé Synchronicity ; dont la chanson éponyme disait : Effect without a cause / Sub-atomic laws / scientific pause / Synchronicity.

### Domaines des traditions spirituelles
Dans certaines traditions spirituelles, comme la spiritualité hindoue, l'Univers n'étant qu'un miroir de la conscience individuelle, les synchronicités sont des interactions entre la conscience et le réel. Ainsi que l'affirme le Yoga Vasishtha : « Le monde est comme une ville immense, reflétée dans un miroir. De même, l'Univers est un gigantesque reflet de vous-même dans votre propre conscience. » Dans cette vision, les synchronicités seraient provoquées par l'individu lui-même, en écho à son intérieur. On retrouve cette même idée dans les doctrines gnostiques d'origine néo-platoniciennes qui ont, notamment, inspiré Carl Jung.
Dans la Bible, Gédéon utilise les synchronicités concernant une peau de mouton imbibée de rosée pour prendre la décision de se battre pour libérer Israël (Juges 6, 36-40). Celles-ci sont, pour lui, des « signes » de la volonté divine. Les catholiques voient dans les synchronicités des « dons » de Dieu, mais ne se prononcent pas sur l'idée de « signes » de la volonté de Dieu. Ils préfèrent mettre en avant le libre-arbitre de l'individu, celui-ci demeurant prépondérant.

### Dans la physique quantique
Jean-Pierre Garnier Malet, dans sa théorie du dédoublement du temps, co-écrite avec Philippe Bobola, explique que chacune de nos pensées crée des possibilités futures dans les instants imperceptibles qui séparent nos instants perceptibles, expliquant la sensation de déjà-vu qui serait une forme de sychronicité. Philippe Guillemant, dans sa théorie de la double-causalité, théorise une méthode pour générer des synchronicités à volonté.

## Critiques de la notion

### Causalité ou acausalité
La causalité fait partie des lois naturelles connues, or, la synchronicité est, par définition, acausale. Son existence réelle est donc mise en doute, du moins selon une vision uniquement déterministe du monde.
L'astrophysicien Hubert Reeves qualifie de « risquée » l'exploration de l'acausalité puisqu'un « événement est dit acausal jusqu’à ce qu’on ait découvert sa cause. C’est-à-dire son appartenance au monde des causes et des effets. » Il conclut alors : « L’histoire des sciences c’est, en définitive, la liste des relations causales découvertes successivement entre des objets apparemment sans relation. » C'est cependant aussi celle de l'abandon de relations supposées causales et ne se révélant après analyse que de pure superstition (voir culte du cargo).

### Un mauvais usage de la statistique
Un événement statistiquement improbable n'a, par définition, que très peu de chances de se produire. Mais si on analyse une large quantité d'événements improbables, il y a toutes les chances qu'il puisse s'en produire un (dans la mesure où la quantité d'événements est inversement proportionnelle à la probabilité de chaque événement).
Les coïncidences acausales sont elles aussi fortement improbables, mais en raison même de la variété et de la quantité de ces coïncidences, la probabilité que l'une d'elles au moins se produise est très forte. Par extension, il est fortement improbable que jamais n'apparaisse une de ces coïncidences.

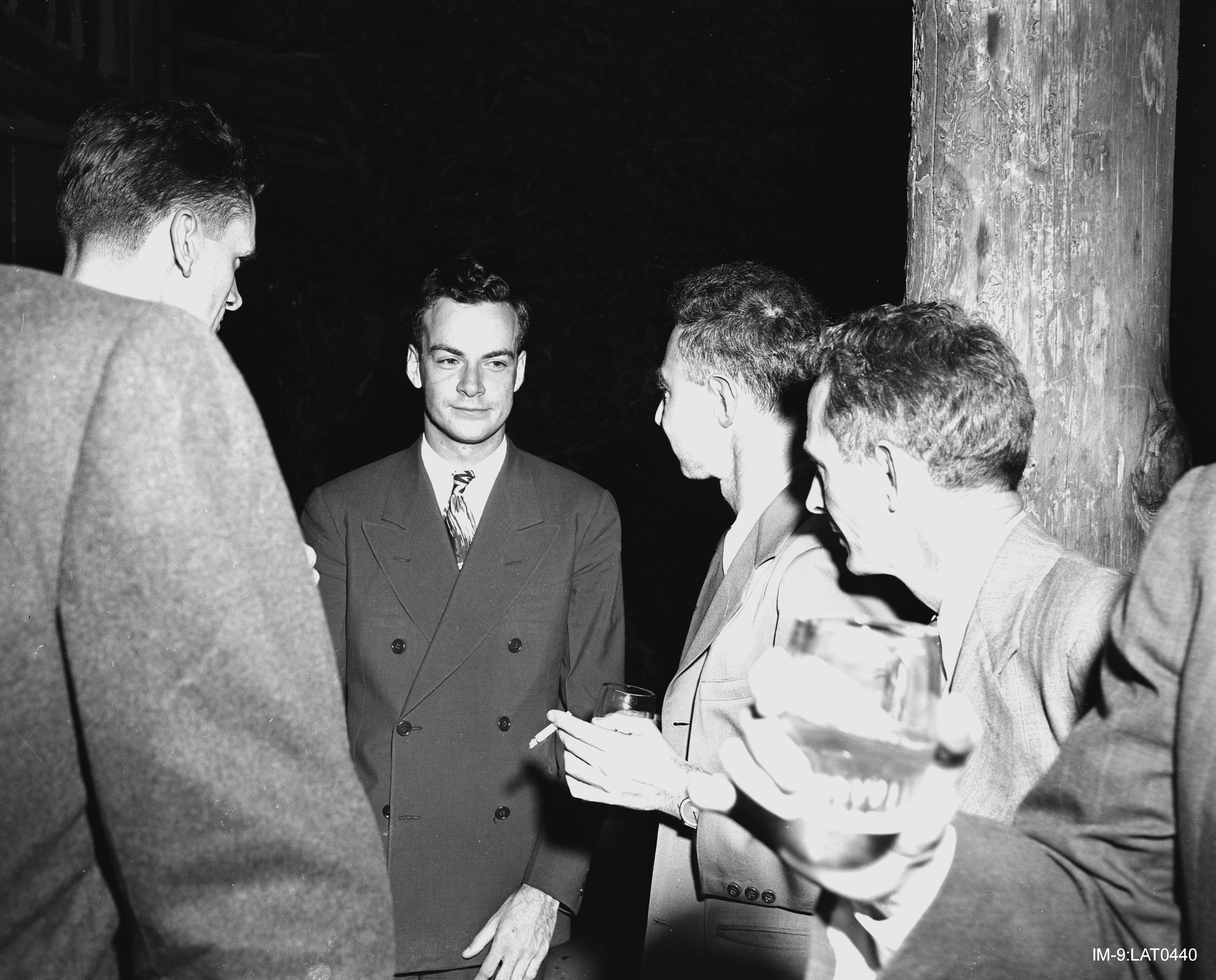
Richard Feynman

Richard Feynman cite un moment où il eut un pressentiment que sa grand-mère venait de mourir. À ce moment, le téléphone sonne, et c'était un appel de ses parents. Il s'enquiert immédiatement de la santé de sa grand-mère : il se trouve que celle-ci se portait très bien. Or qui pense à compter le nombre de coïncidences non réalisées ?
Bertrand Russell suggère en mathématicien que des affirmations très improbables ont besoin pour être confirmées de constatations encore plus improbables et ne s'expliquant pas aussi bien sans elles.

### Des coïncidences non espérées
Dans le cadre de la synchronicité, le biais est double puisque les événements improbables ne sont pas attendus. Il ne s'agit pas d'attendre un événement donné mais un signe. La fiabilité du résultat ne dépend donc que de l'interprétation de l'expérimentateur, ce qui n'est pas admissible dans un cadre scientifique. De plus, il ne s'agit plus d'attendre un événement fortement improbable, mais bien de tirer un événement qui s'est produit (une coïncidence dans le cas de la synchronicité) et de constater qu'il était en effet tout à fait improbable. L'ensemble des coïncidences admissibles et acausales est extrêmement large face à la probabilité de chaque coïncidence. Il est donc très probable qu'un de ces événements se produise.
« Si vous allez voir un nombre gigantesque d'endroits et considérez comme une preuve tout ce sur quoi vous tombez, vous êtes sûr de découvrir du sens là ou il n'y en a pas. » (voir Paradoxe de Hempel)
En psychologie, le processus tendant à considérer comme des choix personnels dictés par une attitude rationnelle ce qui est souvent le résultat de concours de circonstances s'appelle la rationalisation. Le processus de reconnaître des symboles ou des motifs dans des données aléatoires ou sans sens particulier s'appelle apophénie.
Dans un de ses romans,Umberto Eco a raillé cette propension à la recherche de coïncidences :
Il ouvrit tout grands et théâtralement les battants, nous invita à venir voir et nous montra, au loin, à l’angle de la ruelle et des avenues, un petit kiosque de bois où se vendaient probablement les billets de la loterie de Merano.
« Messieurs, dit-il, je vous invite à aller mesurer ce kiosque. Vous verrez que la longueur de l’éventaire est de 149 centimètres, c’est-à-dire un cent-milliardième de la distance Terre-Soleil. La hauteur postérieure divisée par la largeur de l’ouverture fait 176 : 56 = 3,14. La hauteur antérieure est de 19 décimètres, c’est-à-dire égale au nombre d’années du cycle lunaire grec. La somme des hauteurs des deux arêtes antérieures et des deux arêtes postérieures fait 190 × 2 + 176 × 2 = 732, qui est la date de la victoire de Poitiers. L’épaisseur de l’éventaire est de 3,10 centimètres et la largeur de l’encadrement de l’ouverture de 8,8 centimètres. En remplaçant les nombres entiers par la lettre alphabétique correspondante, nous aurons C10H8, qui est la formule de la naphtaline. »
Le paradoxe des anniversaires est un exemple de paradoxe probabiliste qui montre comment l'esprit humain peut voir une coïncidence surprenante là où les lois des probabilités prédisaient que la collision était en fait très vraisemblable.

### La synchronicité au jour des théories psychiatriques
La psychiatrie actuelle va plus loin dans la négation de la théorie de la synchronicité ébauchée par Jung, en considérant comme symptôme d'une pathologie le fait de rester alerte quant aux éventuels messages que des éléments extérieurs (journaux, affiches, horaires, télévision, dialogue environnant, etc) pourraient apporter.
On appelle cela des Idées de référence, voire des Délire d'interprétation.

### Jung
- Carl Gustav Jung, Synchronicité et Paracelsica, Paris, Albin Michel, coll. « Œuvres inédites de C. G. Jung », 1988, 352 p. (ISBN 2-226-02820-X) Comprend : "La synchronicité, principe de relations acausales" (1952) p. 19-119 ; "Sur la synchronicité" (1951) p. 263-277 ; "Une expérience astrologique" (1958) p. 279-290 ; "Lettres sur la synchronicité" (1950-1955) p. 291-301 ; préface au Yi king (1948) p. 309-332.

### Études
- David Bohm, Wholeness and the Implicate Order, Londres, 1980
- David Bohm, Science et conscience
- Marie-Louise von Franz, Nombre et temps. Psychologie des profondeurs et physique moderne, Paris, Editions de la Fontaine de Pierre, 1978
- Hubert Reeves, Michel Cazenave, Pierre Solié, Karl H. Pribram, Hansueli Etter et Marie-Louise von Franz, La Synchronicité, l'âme et la science, Albin Michel, 1995 (1re éd. 1984).
- Olivier Costa de Beauregard, Le Second principe de la science du temps, Paris, Le Seuil, 1963
- F. David Peat, Synchronicité. Le pont entre l'esprit et la matière, Aix-En-Provence, Le Mail, Coll. : "Science et Conscience", 1988, 272 pages, 978-2903951139
- Cahiers de Psychologie jungienne, coll. « no 28 », 1er trimestre 1981
- Yuasa Yasuo (ja), Overcoming Modernity : Synchronicity and Image-Thinking, Londres, State University of New York Press,‎ 2009

#### Bases de données et dictionnaires
- Ressource relative à la bande dessinée :   - Comic Vine
- Notices d'autorité :   - GND
  - Tchéquie